# Contre-la-montre féminin aux championnats du monde de cyclisme sur route 2022
Le contre-la-montre féminin aux championnats du monde de cyclisme sur route 2022 a lieu sur 34,2 kilomètres le 18 septembre 2022 à Wollongong. Il est remporté par la Néerlandaise Ellen van Dijk. 

## Parcours
Le circuit de 16,8 km dans les rues de Wollongong est parcouru deux fois. Il est similaire à celui de la course en ligne, mais le Mount Pleasant n'est pas emprunté.

## Système de qualification
| Équipes nationales (27)- Australie - Allemagne - Algérie - Autriche - Argentine - Afrique du Sud - Belgique - Chili - Colombie - Canada - Danemark - États-Unis - Espagne - Émirats arabes unis - France - Hong Kong - Italie - Israël - Nouvelle-Zélande - Ouzbekistan - Pays-Bas - Pakistan - Pologne - Suisse - Slovaquie - Slovénie - Ukraine |
| |

## Favorites
Les favorites sont la vainqueur sortante Ellen van Dijk, la championne olympique Annemiek van Vleuten et la championne d'Europe Marlen Reusser. La locale Grace Brown fait figure d'outsider.

## Récit de la course
Grace Brown réalise le premier temps de référence et reste en tête jusqu'à ce que la vainqueur sortante Ellen van Dijk n'améliore sa marque. Marlen Reusser complète le podium. Annemiek van Vleuten réalise une contre-performance avec une septième place,.

## Classement
| \| Classement général \| Classement général \| Classement général \| Classement général \| Classement général \| \| Coureuse \| Coureuse \| Pays \| Équipe \| Temps \| \| ------------------ \| -------------------- \| ------------------ \| ------------------ \| ------------------ \| \| 1re \| Ellen van Dijk \| Pays-Bas \| Pays-Bas \| 44 min 28 s \| \| 2e \| Grace Brown \| Australie \| Australie \| + 12 s \| \| 3e \| Marlen Reusser \| Suisse \| Suisse \| + 41 s \| \| 4e \| Vittoria Guazzini \| Italie \| Italie \| + 52 s \| \| 5e \| Leah Thomas \| États-Unis \| États-Unis \| + 1 min 18 s \| \| 6e \| Kristen Faulkner \| États-Unis \| États-Unis \| + 1 min 25 s \| \| 7e \| Annemiek van Vleuten \| Pays-Bas \| Pays-Bas \| + 1 min 43 s \| \| 8e \| Georgia Baker \| Australie \| Australie \| + 1 min 46 s \| \| 9e \| Lotte Kopecky \| Belgique \| Belgique \| + 1 min 50 s \| \| 10e \| Anna Kiesenhofer \| Autriche \| Autriche \| + 1 min 56 s \| |                      |            |            |              |
| |                      |            |            |              |
| Source : ProCyclingStats |                      |            |            |              |
| Classement général |                      |            |            |              |
| Coureuse | Coureuse             | Pays       | Équipe     | Temps        |
| 1re | Ellen van Dijk       | Pays-Bas   | Pays-Bas   | 44 min 28 s  |
| 2e | Grace Brown          | Australie  | Australie  | + 12 s       |
| 3e | Marlen Reusser       | Suisse     | Suisse     | + 41 s       |
| 4e | Vittoria Guazzini    | Italie     | Italie     | + 52 s       |
| 5e | Leah Thomas          | États-Unis | États-Unis | + 1 min 18 s |
| 6e | Kristen Faulkner     | États-Unis | États-Unis | + 1 min 25 s |
| 7e | Annemiek van Vleuten | Pays-Bas   | Pays-Bas   | + 1 min 43 s |
| 8e | Georgia Baker        | Australie  | Australie  | + 1 min 46 s |
| 9e | Lotte Kopecky        | Belgique   | Belgique   | + 1 min 50 s |
| 10e | Anna Kiesenhofer     | Autriche   | Autriche   | + 1 min 56 s |

## Liste des partantes
| Liste des participantes | Liste des participantes  | Liste des participantes | Liste des participantes | Liste des participantes |
| Num                     | Coureuse                 | Équipe                  | Pos                     |                         |
| ----------------------- | ------------------------ | ----------------------- | ----------------------- | ----------------------- |
| 1                       | Ellen van Dijk           | Pays-Bas                | 1re                     |                         |
| 2                       | Marlen Reusser           | Suisse                  | 3e                      |                         |
| 3                       | Emma Norsgaard           | Danemark                | 14e                     |                         |
| 4                       | Juliette Labous          | France                  | 11e                     |                         |
| 5                       | Marcela Hernández        | Colombie                | 30e                     |                         |
| 6                       | Leah Thomas              | États-Unis              | 5e                      |                         |
| 7                       | Anna Kiesenhofer         | Autriche                | 10e                     |                         |
| 8                       | Omer Shapira             | Israël                  | 24e                     |                         |
| 9                       | Marta Jaskulska          | Pologne                 | 21e                     |                         |
| 10                      | Julie Van de Velde       | Belgique                | 22e                     |                         |
| 11                      | Georgia Baker            | Australie               | 8e                      |                         |
| 12                      | Catalina Soto            | Chili                   | AB                      |                         |
| 13                      | Nesrine Houili           | Algérie                 | 38e                     |                         |
| 14                      | Vittoria Guazzini        | Italie                  | 4e                      |                         |
| 16                      | Annemiek van Vleuten     | Pays-Bas                | 7e                      |                         |
| 17                      | Kristen Faulkner         | États-Unis              | 6e                      |                         |
| 18                      | Leah Kirchmann           | Canada                  | 17e                     |                         |
| 19                      | Olga Zabelinskaïa        | Ouzbekistan             | 19e                     |                         |
| 20                      | Sandra Alonso            | Espagne                 | 31e                     |                         |
| 21                      | Safia Al Sayegh          | Émirats arabes unis     | 39e                     |                         |
| 22                      | Nora Jenčušová           | Slovaquie               | 35e                     |                         |
| 23                      | Urška Žigart             | Slovénie                | 28e                     |                         |
| 24                      | Luciana Roland           | Argentine               | 36e                     |                         |
| 25                      | Mieke Kröger             | Allemagne               | 12e                     |                         |
| 26                      | Marina Varenyk           | Ukraine                 | 37e                     |                         |
| 27                      | Rabia Garib              | Pakistan                | 40e                     |                         |
| 28                      | Ella Wyllie              | Nouvelle-Zélande        | 29e                     |                         |
| 29                      | Ashleigh Moolman         | Afrique du Sud          | 16e                     |                         |
| 30                      | Wing Yee Leung           | Hong Kong               | 34e                     |                         |
| 31                      | Agnieszka Skalniak-Sójka | Pologne                 | 25e                     |                         |
| 32                      | Lotte Kopecky            | Belgique                | 9e                      |                         |
| 33                      | Christina Schweinberger  | Autriche                | AB                      |                         |
| 34                      | Elena Hartmann           | Suisse                  | 26e                     |                         |
| 35                      | Grace Brown              | Australie               | 2e                      |                         |
| 36                      | Julie Norman Leth        | Danemark                | 15e                     |                         |
| 37                      | Arianna Fidanza          | Italie                  | 23e                     |                         |
| 38                      | Lourdes Oyarbide         | Espagne                 | 32e                     |                         |
| 39                      | Alison Jackson           | Canada                  | 27e                     |                         |
| 40                      | Shirin van Anrooij       | Pays-Bas                | 13e                     |                         |
| 41                      | Zainab Rizwan            | Pakistan                | 41e                     |                         |
| 42                      | Maude Le Roux            | Afrique du Sud          | 33e                     |                         |
| 44                      | Marie Le Net             | France                  | 20e                     |                         |
| 45                      | Ricarda Bauernfeind      | Allemagne               | 18e                     |                         |